# Masseduction
Masseduction è il quinto album in studio della cantautrice statunitense St. Vincent, pubblicato il 13 ottobre 2017.

## Descrizione
Il disco è stato prodotto dalla stessa artista Annie Clark (St. Vincent), insieme a Jack Antonoff presso gli Electric Lady Studios di Manhattan, con registrazioni addizionali realizzate al Rough Consumer Studio di Brooklyn e al Compound Facture di Los Angeles.
Tra gli artisti che hanno preso parte alle sessioni vi sono Doveman (pianoforte), Kamasi Washington (sassofono), Jenny Lewis (voce), Greg Leisz (pedal steel), Tuck & Patti e Cara Delevingne.
Il primo singolo estratto è stato New York, diffuso nel giugno 2017, seguito da Los Ageless, uscito in settembre, e da Pills, diffuso alcuni giorni prima del disco in ottobre.

## Tracce
Testi e musiche di Annie Clark, eccetto dove indicato.
1. Hang on Me – 2:48
2. Pills – 4:40 (Clark, Jack Antonoff, Mark Anthony Spears)
3. Masseduction – 3:17 (Clark, Antonoff)
4. Sugarboy – 4:01 (Clark, Antonoff)
5. Los Ageless – 4:41
6. Happy Birthday, Johnny – 2:58 (Clark, Antonoff)
7. Savior – 3:26
8. New York – 2:34
9. Fear the Future – 2:31
10. Young Lover – 3:33
11. Dancing with a Ghost – 0:46
12. Slow Disco – 2:44 (Clark, Joy Williams)
13. Smoking Section – 3:37